# Список правителів Галісії

Герб Галісії у XIII ст.

Список правителів Галісії — перелік володарів Галісійського королівства, що існувало на території сучасної Іспанії у Середні віки. Її очолювали представники правлячих династій в Астурії, Леоні та Кастилії. Втім жоден з них не зумів заснувати довготривалу династію саме королів Галісії. Зрештою це призвело до приєднання галісійської держави до Кастилії.

## Королі

### Астур-Леонська династія
| Зображення   | Ім'я       | Дата народження | Володарювання | Час смерті | Додатки                 |
| ------------ | ---------- | --------------- | ------------- | ---------- | ----------------------- |
|              | Ордоньйо I | бл. 873         | 910 — 924     | 914        | король Леону з 914 року |
| align=center | Санчо I    | бл. 895         | 926 — 929     | 929        |                         |
|              | Бермудо I  | бл. 948/953     | 982 — 984     | 999        | король Леону з 984 року |

### Хіменес
| Зображення   | Ім'я              | Дата народження | Володарювання | Час смерті      | Додатки                                 |
| ------------ | ----------------- | --------------- | ------------- | --------------- | --------------------------------------- |
| align=center | Гарсія II         | бл. 1042        | 1065 — 1071   | 22 березня 1090 | також король Португалії з 1071 року     |
|              | Санчо II Сильний  | 1036/1038       | 1071 — 1072   | 7 жовтня 1072   | також король Кастилії у 1065—1072 роках |
| align=center | Гарсія II         | бл. 1042        | 1072 — 1073   | 22 березня 1090 |                                         |
|              | Альфонсо I Мужній | 1042            | 1073 — 1109   | 1109            | також король Кастилії і Леону           |

### Бургундська династія
| Зображення                                                                                        | Ім'я         | Дата народження | Володарювання | Час смерті      | Додатки                       |
| ------------------------------------------------------------------------------------------------- | ------------ | --------------- | ------------- | --------------- | ----------------------------- |
|                                                                                                   | Альфонсо II  | 1 березня 1105  | 11111 — 1126  | 21 серпня 1157  | також король Кастилії і Леону |
|                                                                                                   | Фернандо I   | бл. 1137        | 1157 — 1188   | 22 січня 1188   | водночас король Леону         |
|                                                                                                   | Альфонсо III | 15 серпня 1171  | 1188 — 1230   | 24 вересня 1230 | водночас король Леону         |
|                                                                                                   | Альфонсо VI  | 1042            | 1073 — 1109   | 1109            | також король Кастилії і Леону |
| на тривалий час Галісія стало частиною об'єднаного королівства Кастилії і Леону у 1230—1296 роках |              |                 |               |                 |                               |
|                                                                                                   | Хуан I       | бл. 1262        | 1296 — 1300   | 25 червня 1319  | також король Леону та Севільї |